# 特吕纳斯
特吕纳斯（法語：Truinas，法語發音：[tʁɥinas]）是法国德龙省的一个市镇，属于迪镇区。

## 地理
特吕纳斯（44°34'43"N, 5°5'15"E）面积8.64 平方千米，位于法国奥弗涅-罗讷-阿尔卑斯大区德龙省，该省份为法国东南部内陆省份，北起顺时针与伊泽尔省、上阿尔卑斯省、上普罗旺斯阿尔卑斯省、沃克吕兹省和阿尔代什省接壤。
与特吕纳斯接壤的市镇（或旧市镇、城区）包括：布尔多、孔普斯、迪约勒菲、里芒杜勒河畔费利讷、勒波厄塞拉尔。

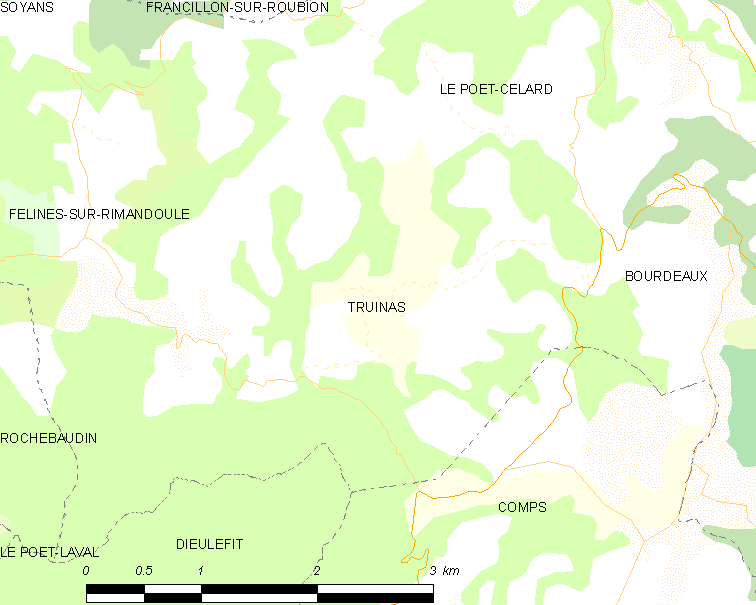
特吕纳斯的OSM定位图

特吕纳斯的时区为UTC+01:00、UTC+02:00（夏令时）。

## 行政
特吕纳斯的邮政编码为26460，INSEE市镇编码为26356。

## 政治
特吕纳斯所属的省级选区为迪约勒菲县。

## 人口

1962-2008年间特吕纳斯人口变化图示

特吕纳斯于2022年1月1日时的人口数量为143人。